# Serie C1 2004/2005
Soutěžní ročník Serie C1 2004/05 byl 27. ročník třetí nejvyšší italské fotbalové ligy. Soutěž začala 12. září 2004 a skončila 19. června 2005. Účastnilo se jí celkem 37 týmů rozdělené do dvou skupin (skupina A měla 19 klubů a skupina B 18). Z každé skupiny postoupil vítěz přímo do druhé ligy, druhý postupující se probojoval přes play off.
Liga začala se zpožděním kvůli odvoláním v návaznosti na soudní procesy, které ohrožovaly postavení klubu Neapol Soccer (který v létě zažil bankrot, s následnou ztrátou práva přihlásit se do druhé ligy), a také klub Como Calcio měl problémy.
Kluby AC Pavia a AC Prato obsadili v minulé sezoně sestupové příčky. Díky bankrotu klubu AC Ancona a AS Viterbo Calcio zůstali v soutěži. Skupina A měla díky vítězství v arbitráži klubu Como Calcio 19 účastníků.

## Skupina A
| Poř. | Tým                         | Z  | V  | R  | P  | VG | OG | B  |
| ---- | --------------------------- | -- | -- | -- | -- | -- | -- | -- |
| 1.   | US Cremonese                | 36 | 22 | 6  | 8  | 58 | 36 | 72 |
| 2.   | AC Mantova 1911             | 36 | 18 | 10 | 8  | 45 | 25 | 64 |
| 3.   | AC Pavia                    | 36 | 18 | 10 | 8  | 47 | 31 | 64 |
| 4.   | US Grosseto FC              | 36 | 17 | 13 | 6  | 35 | 17 | 64 |
| 5.   | Frosinone Calcio            | 36 | 17 | 8  | 11 | 42 | 39 | 59 |
| 6.   | AC Pistoiese                | 36 | 15 | 11 | 10 | 42 | 31 | 56 |
| 7.   | Spezia Calcio               | 36 | 13 | 13 | 10 | 46 | 38 | 52 |
| 8.   | AC Sangiovannese            | 36 | 13 | 11 | 12 | 40 | 31 | 50 |
| 9.   | Pisa Calcio                 | 36 | 11 | 14 | 11 | 35 | 31 | 47 |
| 10.  | Pro Patria Gallaratese G.B. | 36 | 10 | 15 | 11 | 39 | 37 | 45 |
| 11.  | AS Lucchese Libertas        | 36 | 10 | 14 | 12 | 36 | 44 | 44 |
| 12.  | AC Lumezzane                | 36 | 11 | 11 | 14 | 29 | 39 | 44 |
| 13.  | Polisportiva Sassari Torres | 36 | 10 | 12 | 14 | 36 | 43 | 42 |
| 14.  | AS Acireale                 | 36 | 9  | 15 | 12 | 34 | 41 | 42 |
| 15.  | Novara Calcio               | 36 | 9  | 13 | 14 | 33 | 43 | 40 |
| 16.  | AS Fidelis Andria           | 36 | 6  | 16 | 14 | 24 | 39 | 34 |
| 17.  | FC Vittoria                 | 36 | 6  | 12 | 18 | 24 | 40 | 30 |
| 18.  | Como Calcio 1               | 36 | 7  | 14 | 15 | 33 | 46 | 29 |
| 19.  | AC Prato                    | 36 | 7  | 8  | 21 | 29 | 55 | 29 |

Poznámky
- Z = Odehrané zápasy; V = Vítězství; R = Remízy; P = Prohry; VG = Vstřelené góly; OG = Obdržené góly; B = Body
- za výhru 3 body, za remízu 1 bod, za prohru 0 bodů.
- 1  Como Calcio bylo odečteno 6 bodů.

|  | Přímý postup do Serie B 2005/06  |
|  | Play off                         |
|  | Play out                         |
|  | Přímý sestup do Serie C2 2005/06 |

### Play off
Boj o postupující místo do Serie B.

#### Semifinále
Frosinone Calcio – AC Mantova 1911 2:4, 0:1

US Grosseto FC – AC Pavia 1:1, 0:2

#### Finále
AC Pavia – AC Mantova 1911 1:3, 0:3
Postup do Serie B 2005/06 vyhrál tým AC Mantova 1911.

### Play out
Boj o udržení v Serie C1.
Como Calcio – Novara Calcio 1:2, 0:0

FC Vittoria – AS Fidelis Andria 1:1, 1:1
Sestup do Serie C2 2005/06 měli kluby Como Calcio a FC Vittoria.

## Skupina B
| Poř. | Tým                        | Z  | V  | R  | P  | VG | OG | B  |
| ---- | -------------------------- | -- | -- | -- | -- | -- | -- | -- |
| 1.   | Rimini Calcio FC           | 34 | 19 | 13 | 2  | 50 | 23 | 70 |
| 2.   | US Avellino                | 34 | 18 | 10 | 6  | 48 | 29 | 64 |
| 3.   | Neapol Soccer              | 34 | 17 | 10 | 7  | 45 | 31 | 61 |
| 4.   | Sambenedettese Calcio 1923 | 34 | 14 | 12 | 8  | 38 | 25 | 54 |
| 5.   | AC Reggiana 1              | 34 | 13 | 15 | 6  | 41 | 24 | 51 |
| 6.   | Calcio Padova              | 34 | 13 | 9  | 12 | 46 | 39 | 48 |
| 7.   | SS Lanciano                | 34 | 12 | 10 | 12 | 36 | 38 | 46 |
| 8.   | FC Benevento               | 34 | 11 | 12 | 11 | 31 | 38 | 45 |
| 9.   | SPAL                       | 34 | 10 | 13 | 11 | 36 | 33 | 43 |
| 10.  | Foggia Calcio              | 34 | 9  | 15 | 10 | 36 | 35 | 42 |
| 11.  | AC Martina 1947            | 34 | 10 | 12 | 12 | 31 | 41 | 42 |
| 12.  | AS Cittadella Padova       | 34 | 9  | 14 | 11 | 36 | 37 | 41 |
| 13.  | Teramo Calcio              | 34 | 9  | 13 | 12 | 32 | 37 | 40 |
| 14.  | Fermana Calcio             | 34 | 10 | 9  | 15 | 30 | 45 | 39 |
| 15.  | AS Sora 2                  | 34 | 8  | 12 | 14 | 35 | 42 | 34 |
| 16.  | Giulianova Calcio          | 34 | 7  | 10 | 17 | 20 | 43 | 31 |
| 17.  | Chieti Calcio              | 34 | 5  | 15 | 14 | 19 | 32 | 30 |
| 18.  | Vis Pesaro 1898            | 34 | 5  | 10 | 19 | 21 | 39 | 25 |

Poznámky
- Z = Odehrané zápasy; V = Vítězství; R = Remízy; P = Prohry; VG = Vstřelené góly; OG = Obdržené góly; B = Body
- za výhru 3 body, za remízu 1 bod, za prohru 0 bodů.
- 1  AC Reggiana bylo odečteno 3 body.
- 2  AS Sora bylo odečteno 2 body.

|  | Přímý postup do Serie B 2005/06  |
|  | Play off                         |
|  | Play out                         |
|  | Přímý sestup do Serie C2 2005/06 |

### Play off
Boj o postupující místo do Serie B.

#### Semifinále
Sambenedettese Calcio 1923 – Neapol Soccer 1:1, 0:2

AC Reggiana – US Avellino 1:2, 2:2

#### Finále
Neapol Soccer – US Avellino 0:0, 1:2
Postup do Serie B 2005/06 vyhrál tým US Avellino.

### Play out
Boj o udržení v Serie C1.
Chieti Calcio – Fermana Calcio 0:0, 1:1

Giulianova Calcio – AS Sora 1:0, 3:1
Sestup do Serie C2 2005/06 měli kluby Chieti Calcio a AS Sora. Nakonec klub Chieti Calcio zůstalo v soutěži i pro příští sezonu.